# Etran de L'Aïr
Etran de L'Aïr (Sterren van het Aïr-gebied) is een blues- en rockband uit Niger. De genres die de band speelt worden ook wel desert blues en Saharan rock genoemd. Alle liedteksten zijn geschreven in de Toearegtalen.
De band is bij het wereldwijde publiek bekend geworden door het nummer Imouha, waarvan de videoclip in korte tijd veel weergaven op YouTube vergaarde.

## Geschiedenis
Etran de L'Aïr werd in 1995 opgericht door bandleider Aghaly Migi. In eerste instantie speelde de band vooral op huwelijks- en andere feesten, maar gaandeweg werden meer en meer liveoptredens gegeven, waardoor ook buiten de eigen regio voor bekendheid gezorgd werd. Migi werd hierbij begeleid door zijn jongere broers. Een van hen was zanger en gitarist Moussa ‘Abindi’ Ibra, die op dat moment negen jaar oud was. Alle leden van de band speelden op akoestische gitaren en zelfgemaakte percussie-instrumenten, daar de streek van Agadez nog niet op het elektriciteitsnet was aangesloten.
In 2018 bracht Etran de L'Aïr het debuutalbum No. 1 uit op het Amerikaanse platenlabel Sahel Sounds, in 2022 gevolgd door het tweede album Agadez. No. 1 werd door The New Yorker tot beste album van 2020 gekroond. Ook Agadez werd goed ontvangen door critici. Eveneens in 2022 ging Etran de L'Aïr voor het eerst op een Europese tournee gedurende één maand, bestaande uit 28 optredens, waaronder in de EKKO in Utrecht. In 2023 volgde een tour door de Verenigde Staten.
In 2024 werd het derde album 100% Sahara Guitar uitgebracht. Van het album verscheen onder meer de single Imouha met bijbehorende videoclip, die al snel viraal ging op YouTube.

## Stijl
Etran de L'Aïr speelt vooral blues (desert blues) en rock (Saharan rock) in Pan-Afrikaanse stijl. Als invloeden worden onder andere bands uit Mali en het Congolese muziekgenre Soukous genoemd.

## Discografie

### Albums
| Jaar | Titel              |           |
| ---- | ------------------ | --------- |
| 2018 | No. 1              |           |
| 2022 | Agadez             |           |
| 2023 | Live in Seattle    | livealbum |
| 2024 | 100% Sahara Guitar |           |